# Elecciones estatales de Nayarit de 2024
Las elecciones estatales de Nayarit de 2024 se llevaron a cabo el domingo 2 de junio de 2024 y en ellas se renovaron los siguientes cargos de elección popular del estado mexicano de Nayarit:
- 30 diputados estatales: 18 diputados electos por mayoría relativa y 12 designados mediante representación proporcional para integrar la XXXIV Legislatura del Congreso del Estado de Nayarit
- 20 ayuntamientos: Compuestos por un presidente municipal, un síndico y un grupo de regidores. Electos para un periodo de tres años.

## Organización

### Partidos políticos
En las elecciones estatales tienen derecho a participar once partidos políticos. Siete son partidos políticos con registro nacional: Partido Acción Nacional (PAN), Partido Revolucionario Institucional (PRI), Partido de la Revolución Democrática (PRD), Partido del Trabajo (PT), Partido Verde Ecologista de México (PVEM), Movimiento Ciudadano (MC) y Movimiento Regeneración Nacional (Morena). Y cuatro partidos políticos estatales: Nueva Alianza Nayarit, Movimiento Levántate para Nayarit, Fuerza por México Nayarit y Redes Sociales Progresistas Nayarit.

### Distritos electorales
Para la elección de diputados de mayoría relativa del Congreso del Estado de Nayarit el estado se divide en 18 distritos electorales. La distritación electoral vigente fue publicada por el Instituto Nacional Electoral en agosto de 2022.
| Distrito | Cabecera            | Municipios | Mapa |
| -------- | ------------------- | ---------- | ---- |
| 1        | Acaponeta           | 3          |      |
| 2        | Tecuala             | 3          |      |
| 3        | Del Nayar           | 2          |      |
| 4        | Santiago Ixcuintla  | 2          |      |
| 5        | San Blas            | 2          |      |
| 6        | Tepic               | 1          |      |
| 7        | Tepic               | 1          |      |
| 8        | Tepic               | 1          |      |
| 9        | Tepic               | 1          |      |
| 10       | Tepic               | 1          |      |
| 11       | Tepic               | 1          |      |
| 12       | Santa María del Oro | 4          |      |
| 13       | Ixtlán del Río      | 4          |      |
| 14       | Xalisco             | 1          |      |
| 15       | Compostela          | 1          |      |
| 16       | Bahía de Banderas   | 1          |      |
| 17       | Bahía de Banderas   | 1          |      |
| 18       | Bahía de Banderas   | 1          |      |

## Alianzas y candidaturas

### Fuerza y Corazón por Nayarit
|  | Partido Revolucionario Institucional - 7 diputados: Distritos 2, 3, 6, 10, 12, 13 y 15 - 8 ayuntamientos: Acaponeta, Del Nayar, Huajicori, La Yesca, Rosamorada, Ruíz, Tecuala y Tepic                         |
|  | Partido Acción Nacional - 7 diputados: Distritos 5, 7, 9, 14, 16, 17 y 18 - 9 ayuntamientos: Ahuacatlán, Bahía de Banderas, Compostela, Ixtlán del Río, Jala, San Blas, San Pedro Lagunillas, Tuxpan y Xalisco |
|  | Partido de la Revolución Democrática - 4 diputados: Distritos 1, 5, 8 y 11 - 3 ayuntamientos: Amatlán de Cañas, Santa María del Oro y Santiago Ixcuintla                                                       |

El Partido Revolucionario Institucional (PRI), el Partido Acción Nacional (PAN) y el Partido de la Revolución Democrática (PRD) acordaron presentarse en coalición bajo el nombre «Fuerza y Corazón por Nayarit».
El 31 de enero los partidos registraron la coalición ante el Instituto Electoral del Estado de Nayarit. El PRI designará candidatos en 7 distritos y 8 ayuntamientos, el PAN en 7 distritos y 9 ayuntamientos mientras que el PRD hará lo propio en 4 distritos y 3 ayuntamientos.

### Sigamos Haciendo Historia en Nayarit
|  | Movimiento Regeneración Nacional - 9 diputados: Distritos 1, 2, 3, 6, 10, 12, 15, 16 y 18 - 15 ayuntamientos: Acaponeta, Ahuacatlán, Bahía de Banderas, Compostela, Huajicori, Jala, Ruíz, San Pedro Lagunillas, Santa María del Oro, Santiago Ixcuintla, Tecuala, Tepic, Tuxpan, Xalisco y La Yesca |
|  | Partido del Trabajo - 3 diputados: Distritos 9, 11 y 13 - 2 ayuntamientos: Ixtlán del Río y Rosamorada |
|  | Partido Verde Ecologista de México - 3 diputados: Distritos 4, 7 y 17 - 2 ayuntamientos: Amatlán de Cañas y San Blas |
|  | Fuerza por México Nayarit - 1 diputado: Distrito 5 |
|  | Redes Sociales Progresistas Nayarit - 1 diputado: Distrito 8 |

El partido Movimiento Regeneración Nacional (Morena), el Partido del Trabajo (PT), el Partido Verde Ecologista de México (PVEM), Fuerza Por México Nayarit (FPMN) y Redes Sociales Progresistas Nayarit (RSPN), acordaron presentarse en coalición bajo el nombre «Sigamos Haciendo Historia en Nayarit».
El 31 de enero fue registrada la coalición ante el Instituto Electoral del Estado de Nayarit. El partido Morena designa a 15 candidatos a presidentes municipales y 9 diputaciones, el Partido del Trabajo y el Verde Ecologista seleccionan candidato en 2 ayuntamientos y 3 distritos cada uno, y Fuerza por México Nayarit y Redes Sociales Progresistas Nayarit 1 distrito cada uno. 